# Ocean Village (navire de croisière)
Pour les articles homonymes, voir Ocean Village.
L’Ocean Village, anciennement le Fair Majesty, le Star Princess (de Princess Cruises) et l’Arcadia, est un navire de croisière appartenant à la société Ocean Village, qui elle-même appartient à Carnival Corporation & PLC.
Depuis 2010 il est transféré à P & O Cruises Australia, sous le nom de Pacific Pearl.